# Abborretjärnet, Bohuslän
Abborretjärnet är en sjö i Munkedals kommun i Bohuslän och ingår i Örekilsälvens huvudavrinningsområde. Abborretjärnet ligger i Kynnefjäll Natura 2000-område.